# Epizoanthus egeriae
Epizoanthus egeriae är en korallart som först beskrevs av Alfred Cort Haddon och Duerdon 1896.  Epizoanthus egeriae ingår i släktet Epizoanthus och familjen Epizoanthidae. Inga underarter finns listade i Catalogue of Life.